# Cabra gallega
La cabra gallega es una raza de cabras de origen gallego. En el año 2012 el número total de ejemplares era de seiscientos veintidós (514 hembras y 108 machos) distribuidos en sesenta y cuatro explotaciones pecuarias. Son animales muy adaptados al medio ambiente y, según Invesaga (Investigación en Sanidad Animal de Galicia) presentan más resistencia que otras razas caprinas a enfermedades infecciosas como la duela del hígado. Son reglamentadas por el Decreto 149/2011, de 7 de julio, que estableció el catálogo oficial de razas ganaderas autóctonas de Galicia.

## Distribución geográfica
Generalmente, los ejemplares de la raza caprina gallega están dispersos entre zonas montañosas, principalmente en las provincias de Lugo y Orense.

## Morfología
Las cabras gallegas son animales de perfil recto o subcóncavo, eumétricos y de gran dimorfismo sexual. Su pelaje es uniforme, de color pardusco o rubio con diferentes tonos, y se considera descalificativo para la raza la presencia de manchas blancas. Los cuernos de las hembras se arquean hacia atrás, naciendo separados y creciendo paralelamente. En los machos son en caracol, alargados y de mayor tamaño que los de las hembras. Los machos tienen barba, y en ciertas ocasiones el pelo aparece de forma rudimentaria en las hembras. Los machos son mayores que las hembras, alcanzando estos una altura hasta la cruz de setenta y cinco centímetros y pesando setenta kilos en promedio, en tanto que las hembras tienen una altura de sesenta y cinco centímetros y un peso de cincuenta y cinco kilos.